# 杰尼龟
傑尼龜（日語：ゼニガメ，粵語舊譯：車厘龜）是精靈寶可夢系列登場的1025種虛構角色（怪獸）中的一種。

## 特徵
傑尼龜為水屬性的小龜寶可夢，身體為淡藍色，圓圓的龜殼為其特徵，甲殼的功能不只是保護身體，其圓滑的外形及表面的淺溝都能降低水中的阻力，這樣就能游得更快。進化速度極快。

## 遊戲中的傑尼龜
初次登場於精靈寶可夢紅／綠版，豐緣編號為209，全國圖鑑編號為7，代表技能為水槍、縮入殼中及火箭頭錘等。
傑尼龜的進化型為卡咪龜，電玩中在16級進化，36級進化成水箭龜。

## 動畫中的傑尼龜
開場第一集為關都地區中，給新人訓練家的三隻神奇寶貝之一。日後小智得到一隻傑尼龜；它曾為壞蛋組織－傑尼龜隊的隊長（最後從良，成為消防隊），且在橘子群島時學會了水炮（ハイドロポンプ）。
而小遙的傑尼龜則是很愛哭，並會使用冰凍光束（れいとうビーム）。